# أوسكار دبليو. سويفت
أوسكار دبليو. سويفت (بالإنجليزية: Oscar W. Swift)‏ هو محامي وسياسي أمريكي، ولد في 11 أبريل 1869، وتوفي في 30 يونيو 1940 في الولايات المتحدة. حزبياً، نشط في الحزب الجمهوري. وقد انتخب عضو مجلس النواب الأمريكي.